# Zadní Třebaň

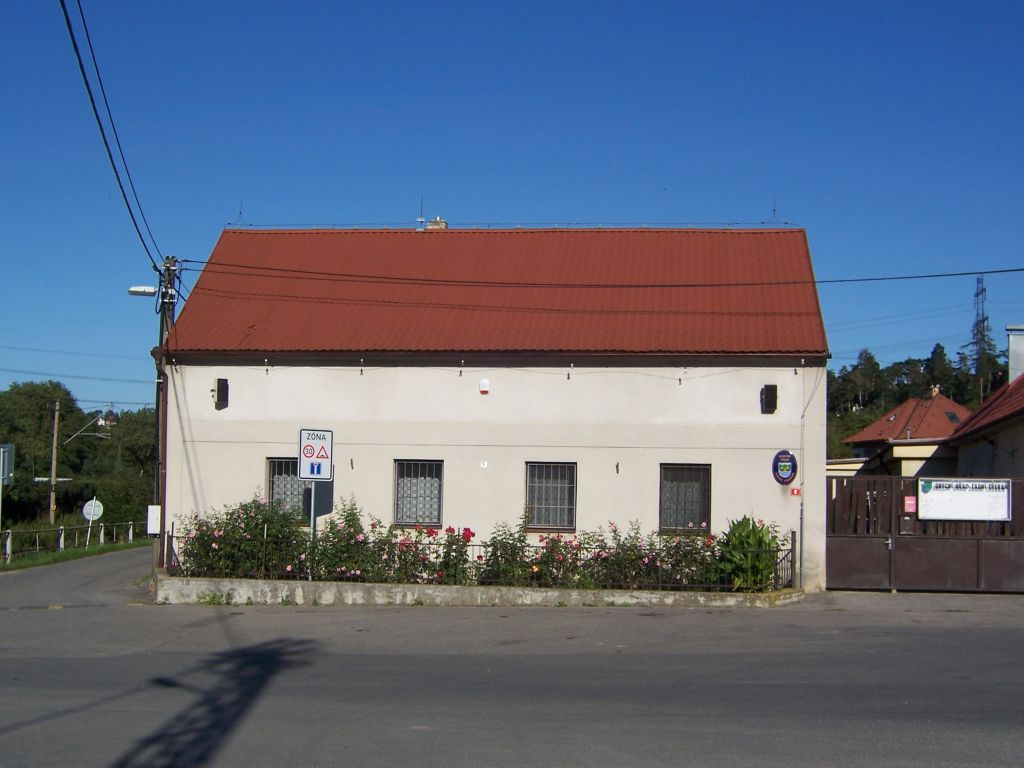
Gemeindeamt

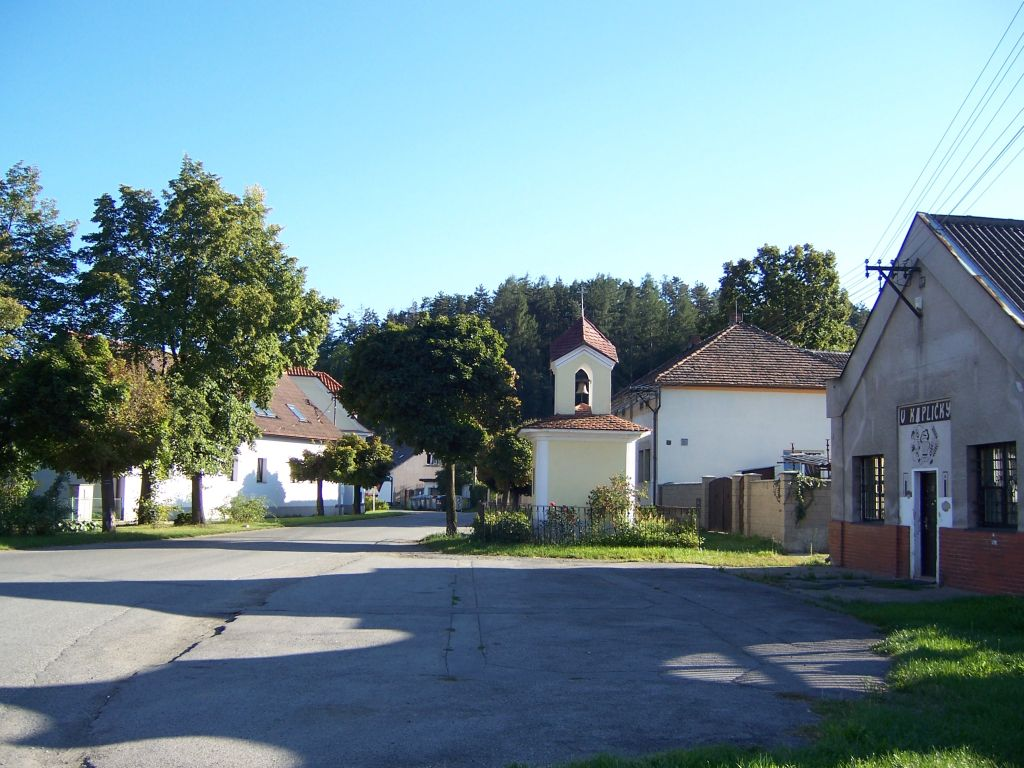
Kapelle am Dorfplatz

Zadní Třebaň (deutsch Hinter Trebain) ist eine Gemeinde in Tschechien. Sie liegt zwölf Kilometer südöstlich von Beroun und gehört zum Okres Beroun.

## Geographie
Zadní Třebaň befindet sich am Rande des Landschaftsschutzgebietes Český kras (Böhmischer Karst) an der Einmündung des Baches Svinařský potok (Töpfergraben) am rechten Ufer der Berounka. Das Dorf liegt am Fuße der Hřebeny in der Brdská vrchovina. Im südlichen Teil von Zadní Třebaň mündet der Bach Bělečský potok in den Svinařský potok. Gegen Westen erstreckt sich das Naturreservat Voškov. Im Norden erhebt sich der Políčko (360 m), nordöstlich der Louček (338 m) und die Skalice (308 m), im Osten der Hvíždinec (476 m), südöstlich der Strážný vrch (507 m) und die Babka (506 m), im Süden der U Červeného kříže (548 m) und der Vrážky (577 m) sowie westlich der V Doubcích (312 m) und der Voškov (369 m). Durch Zadní Třebaň verläuft die Bahnstrecke Praha–Plzeň von der hier die Bahnstrecke Zadní Třebaň–Lochovice abzweigt. An der Bahnstation Zadní Třebaň führt eine Fußgängerbrücke über den Fluss nach Hlásná Třebaň.
Nachbarorte sind Hlásná Třebaň im Norden, V Chaloupkách, Mořinka und Rovina im Nordosten, Černá Skála, Lety und Řevnice im Osten, Skalka, Mníšek pod Brdy und Stříbrná Lhota im Südosten, Cihelna, Bílý Kámen, Halouny und Svinaře im Süden, Lhotka, Leč, Na Hrobce und Liteň im Südwesten, Dolní Vlence, Běleč, Vatina und Korno im Westen sowie Krupná im Nordwesten.

## Geschichte
Die erste schriftliche Erwähnung des Dorfes erfolgte im Jahre 1000, als Herzog Boleslav III. dem Benediktinerkloster Insula neben mehreren Dörfern auch die Fischer in Dražová, Třebaň und Lahovice überließ. Am 17. Januar 1205 bestätigte König Ottokar Přemysl I. dem Kloster die Schenkung.
Nach der Errichtung der neuen Königsburg Karlstein kaufte Karl IV. den Benediktinern im Jahre 1357 einen Teil der beiderseits der Furt des Handelsweges von Mořina nach Hostomice gelegenen Siedlung Třebaň ab und schlug diesen der Burgherrschaft Karlstein zu. Nachfolgend wurde dieser näher an der Burg gelegene Teil der Siedlung als Přední Třebaň (Vorder-Třebaň) bezeichnet und auf der anderen Seite der Berounka befindliche Teil Zadní Třebaň (Hinter-Třebaň) genannt. Zadní Třebaň gelangte später aus dem Besitz des Klosters an adelige Herren. Im Jahre 1462 wurde der Müller Váňa in der Landtafel als Besitzer der freien Mühle an einem Flussarm der Mies unterhalb Třebaň eingetragen. Im Jahre 1550 erwarb König Ferdinand I. nach Beschluss der Ständeversammlung das Dorf im Tausch gegen das von der Burg Karlstein weit abgelegene Lehngut Trhové Dušníky von Wenzel Bechinie von Lazan. Damit waren beide Teile von Třebaň nach Karlstein untertänig. Die gegenüber der Burggrafschaft Karlstein zu leistenden Frondienste unterschieden sich jedoch stark. Während die Bewohner von Přední Třebaň zu Wach- und Warndiensten auf der Burg Karlstein verpflichtet waren, hatten die von Zadní Třebaň die Burg mit Holz zu versorgen und Fuhrdienste zu erbringen. 1619 wurde die Burggrafschaft Karlstein aufgehoben und zugleich auch die Kronjuwelen und das königliche Archiv nach Prag verbracht. Im Jahre 1625 ging die Herrschaft Karlstein in den direkten Besitz der böhmischen Königinnen über, das Dorf Zadní Třebaň bestand zu dieser Zeit aus 25 Anwesen.
In der berní rula von 1657 sind für Zadní Třebaň sieben Bauernhöfe, 16 Chaluppen und eine freie Mühle aufgeführt. Die Bewohner lebten vor allem von der Korbflechterei, der Töpferei, der Landwirtschaft und dem Handel. Seit 1694 ist in Zadní Třebaň ein Richter nachweisbar. Bei der Einführung der Hausnummerierung im Jahre 1770 bestanden in Zadní Třebaň 31 Häuser.
Im Jahre 1846 bestand das im Berauner Kreis gelegene Dorf Hinter-Třebaň, auch Hinter-Střebaň bzw. Zadno Třebáň aus 31 Häusern mit 250 Einwohnern. Im Ort gab es ein Wirtshaus sowie eine landtäfliche Mühle mit Brettsäge, die hinsichtlich der Personalgerichtsbarkeit und der politischen Verhältnisse dem Karlsteiner Amt unterstand. Pfarrort war Řewnitz. Bis zur Mitte des 19. Jahrhunderts blieb das Dorf der k.k. Tafel-Herrschaft Karlstein untertänig.
Nach der Aufhebung der Patrimonialherrschaften bildete Zadní Třebaň / Hinter-Třebaň ab 1850 mit dem Ortsteil Rovina eine Gemeinde im Gerichtsbezirk Beroun. Die der Familie Tůma gehörige Třebaňer Mühle wurde in der zweiten Hälfte des 19. Jahrhunderts zum Rückzugsort tschechischer Revolutionäre und Patrioten; im Jahre 1858 zog Karel Sladkovský, dem nach seiner Amnestie ein Aufenthaltsverbot für Prag erteilt worden war, nach seiner Haftentlassung zu dem befreundeten Müller Tůma. Im Jahre 1862 bestand Zadní Třebaň aus 34 Häusern. Am 15. Juni 1862 nahm die Böhmische Westbahn den Verkehr auf der Bahnstrecke Prag-Pilsen auf. Während des Deutschen Krieges schleppten preußische Truppen im Jahre 1866 die Cholera ein, an der Epidemie verstarben in Zadní Třebaň elf Menschen. 1868 wurde die Gemeinde dem Bezirk Hořowitz zugeordnet. Beim Jahrhunderthochwasser in der Nacht vom 25. zum 26. Mai 1872 wurde das Dorf sowohl von der Berounka als auch vom Svinařský potok überflutet. Der Ortsteil Rovina wurde 1880 nach Hlásná Třebaň umgemeindet. Bis in das 20. Jahrhundert blieb Zadní Třebaň ein kleines Dorf, das im Jahre 1901 unverändert aus 34 Häusern bestand. Im Jahre 1901 nahm die Lokalbahn Hinter Třeban–Lochowitz den Betrieb auf. Das verheerende Berounkahochwasser von 1924 riss Teile des Bahndammes der Strecke Prag-Pilsen fort. Der aufkommende Tourismus, insbesondere die Nähe zur Burg Karlštejn, führten in den 1930er Jahren zur Entstehung von ersten Ferienhütten. Im Jahre 1932 lebten in dem Dorf 367 Personen. Seit 1936 gehört Zadní Třebaň zum Okres Beroun. Die Mühle brannte 1936 nieder und wurde wenig später wiederaufgebaut. Im Laufe des 20. Jahrhunderts wuchs Zadní Třebaň nach Süden hin an, bebaut wurde dabei vor allem das Tal des Svinařský potok. Während des Prager Aufstandes rückten Anfang Mai 1945 durch Zadní Třebaň Truppen der Wlassow-Armee auf Prag vor. Bei einem Gefecht im Wald bei Lhotka starb am 9. Mai 1945 ein 19-jähriger Einwohner. Die Třebaňer Mühle wurde in der zweiten Hälfte des 20. Jahrhunderts stillgelegt und abgerissen. 1980 hinterließ ein Hochwasser der Berounka und des Svinařský potok schwere Schäden, im Jahr darauf richtete ein Jahrhunderthochwasser beider Gewässer Schäden in Millionenhöhe an. Beim Hochwasser vom 12.–14. August 2002 versank der Ort erneut in den Fluten der Berounka. Im Jahre 2006 bestand Zadní Třebaň aus 235 Wohnhäusern mit 550 Einwohnern, von denen die meisten zur Arbeit nach Prag oder Beroun pendeln. Die Landwirtschaft spielt nur eine geringe Rolle. Auf dem Kataster der Gemeinde befinden sich 550 Erholungsobjekte.

## Gemeindegliederung
Für die Gemeinde Zadní Třebaň sind keine Ortsteile ausgewiesen. Zu Zadní Třebaň gehört die Ferienhaussiedlung Vatina.

## Sehenswürdigkeiten
- Kapelle des hl. Johannes von Nepomuk auf dem Dorfplatz, errichtet im Jahre 1730 durch den obersten Karlsteiner Richter Georg Schalansky (Jiří Šalanský). Sie wurde 1997 durch die Gemeinde saniert.

## Persönlichkeiten

### Söhne und Töchter der Gemeinde
- František Fastr (1835–1908), Patriot und Übersetzer

### In Zadní Třebaň lebten und wirkten
- Karel Sladkovský (1823–1880), der Revolutionär und spätere radikale jungtschechische Politiker lebte nach seiner Haftentlassung bis zu seiner Wahl in den Reichsrat von 1858 bis 1863 in der Třebaňer Mühle
- Karel Tůma (1843–1917), der Neffe des Třebaňer Müllers Tůma war in Prag als Journalist und Schriftsteller tätig. Er war Herausgeber der Zeitschrift Mlynář und Gründer des Prager Kaffeehauses Tůmovka.
- Štěpánka Jelínková-Hraničková (1911–1996), die Opernsängerin verbrachte die meiste Zeit ihres Lebens in Zadní Třebaň